# Breutelia subdisticha
Breutelia subdisticha är en bladmossart som beskrevs av Georg Friedrich von Jaeger 1875. Breutelia subdisticha ingår i släktet gullhårsmossor, och familjen Bartramiaceae. Inga underarter finns listade i Catalogue of Life.